# 小子慭
小子慭（？—？），嬴姓，名慭，秦穆公的儿子。前632年，夏四月戊辰，晋文公、宋成公、齐国国归父、崔夭和秦国小子慭率军与楚国进行在城濮之战。战后，小子慭会王子虎、鲁僖公、晋狐偃、宋公孙固、齐国归父、陈辕涛涂，于翟泉会盟，之后又践土之盟，且谋伐郑国。